# Gary Dilley
Gary J. Dilley (* 15. Januar 1945 in Washington, D.C.) ist ein ehemaliger Schwimmer aus den Vereinigten Staaten. Er gewann eine olympische Silbermedaille.

## Karriere
Bei den Olympischen Spielen 1964 in Tokio erreichte Gary Dilley über 200 Meter Rücken die schnellste Vorlaufzeit. Im Halbfinale war er Zweitschnellster hinter seinem Landsmann Jed Graef. Im Finale gab es einen Dreifachsieg für die Schwimmer aus den Vereinigten Staaten. Jed Graeff gewann mit 0,2 Sekunden Vorsprung vor Dilley. Robert Earl Bennett schlug zweieinhalb Sekunden nach Dilley, aber 0,1 Sekunden vor dem Japaner Shigeo Fukushima an.
Der 1,86 m große Gary Dilley besuchte die Michigan State University. 1965 und 1966 gewann er die Titel der National Collegiate Athletic Association über 100 und 200 Yards Rücken. Bei der Universiade 1965 in Budapest gewann Dilley den Titel über 200 Meter Rücken gleichauf mit Wiktor Masanow aus der Sowjetunion. Eine zweite Goldmedaille gewann Dilley mit der 4-mal-100-Meter-Freistilstaffel.
Nach seiner Graduierung studierte Dilley Zahnmedizin an der Indiana University und Kieferorthopädie an der University of North Carolina. Bis zu seinem Ruhestand praktizierte er in Cary, North Carolina.